# Cotacachi
Cotacachi è una parrocchia urbana dell'Ecuador, capoluogo dell'omonimo cantone, nella provincia dell'Imbabura.